# Melanitis niasicus
Melanitis niasicus är en fjärilsart som beskrevs av Hans Fruhstorfer 1908. Melanitis niasicus ingår i släktet Melanitis och familjen praktfjärilar. Inga underarter finns listade i Catalogue of Life.